# Jean-François Jomphe
Jean-François Jomphe (* 28. Dezember 1972 in Havre-Saint-Pierre, Québec) ist ein ehemaliger kanadischer Eishockeyspieler, der im Verlauf seiner aktiven Karriere zwischen 1990 und 2005 unter anderem 64 Spiele für die Mighty Ducks of Anaheim, Phoenix Coyotes und Canadiens de Montréal in der National Hockey League (NHL) auf der Position des Centers bestritten hat. Darüber hinaus war Jomphe für die Krefeld Pinguine, Adler Mannheim und den ERC Ingolstadt in der Deutschen Eishockey Liga (DEL) aktiv. Mit den Adlern gewann er im Jahr 2001 die Deutsche Meisterschaft.

## Karriere
Der 1,85 m große Stürmer begann seine Karriere bei den Cataractes de Shawinigan und den Faucons de Sherbrooke in der kanadischen Juniorenliga Ligue de hockey junior majeur du Québec (LHJMQ) und spielte dann bei den San Diego Gulls aus der International Hockey League (IHL) bzw. deren Kooperationspartner, den Greensboro Monarchs in der East Coast Hockey League (ECHL).
Zur Saison 1995/95 wurde der Linksschütze als Free Agent von den Mighty Ducks of Anaheim aus der National Hockey League (NHL) verpflichtet, für die er bis zum Ende der Spielzeit 1997/98 auf dem Eis stand, allerdings auch immer wieder bei unterklassigen Farmteams eingesetzt wurde. Weitere NHL-Stationen waren die Phoenix Coyotes und Canadiens de Montréal in der Saison 1998/99, in der jedoch insgesamt nur sieben Einsätze in der höchsten nordamerikanischen Profiliga bestritt.
Zur Spielzeit 1999/00 wechselte Jomphe in die Deutsche Eishockey Liga (DEL) zu den Krefeld Pinguinen, für die er eine Saison lang spielte und dann einen Vertrag bei den Adler Mannheim unterschrieb. Mit den Adlern gewann der Kanadier im Frühjahr 2001 die Deutsche Meisterschaft. Während der Saison 2001/02 stand der Angreifer nach seinem zwischenzeitlichen Rücktritt nicht auf dem Eis. Zur Spielzeit 2002/03 wechselte er schließlich zum ERC Ingolstadt. Seine Karriere beendete Jomphe nach der Saison 2004/05 beim EHC Biel in der Schweizer Nationalliga B (NLB), mit dem der Aufstieg in die Nationalliga A (NLA) gelungen war.

### International
Für sein Heimatland nahm Jomphe an den Weltmeisterschaften der Jahre 1995 und 1996 teil. Dabei gewann er im Jahr 1995 die Bronzemedaille und ein Jahr später Silber. In 16 WM-Spielen erzielte der Stürmer fünf Scorerpunkte.

## Erfolge und Auszeichnungen
- 2000 Teilnahme am DEL All-Star Game
- 2001 Deutscher Meister mit den Adler Mannheim
- 2003 Teilnahme am DEL All-Star Game
- 2004 Meister der NLB und Aufstieg in die NLA mit dem EHC Biel

### International
- 1995 Bronzemedaille bei der Weltmeisterschaft
- 1996 Silbermedaille bei der Weltmeisterschaft

## Karrierestatistik

### International
Vertrat Kanada bei:
- Weltmeisterschaft 1995
- Weltmeisterschaft 1996

(Legende zur Spielerstatistik: Sp oder GP = absolvierte Spiele; T oder G = erzielte Tore; V oder A = erzielte Assists; Pkt oder Pts = erzielte Scorerpunkte; SM oder PIM = erhaltene Strafminuten; +/− = Plus/Minus-Bilanz; PP = erzielte Überzahltore; SH = erzielte Unterzahltore; GW = erzielte Siegtore; 1 Play-downs/Relegation; Kursiv: Statistik nicht vollständig)